# Haplolobus hussonii
Haplolobus hussonii är en tvåhjärtbladig växtart som beskrevs av Herman Johannes Lam. Haplolobus hussonii ingår i släktet Haplolobus och familjen Burseraceae. Inga underarter finns listade i Catalogue of Life.